# 大雄院 (日立市)
大雄院（だいおういん）は、茨城県日立市にある曹洞宗の寺院。

## 歴史
1470年（文明2年）、南極寿星によって開山された。南極寿星は常陸国に禅宗の教えを広めようとして来訪、山尾城の城主だった小野崎朝通の協力により、寺を創建した。
山号は現在の中国浙江省寧波の天童寺に因み「天童山」とし、院号は現在の神奈川県南足柄市の大雄山最乗寺に因み「大雄院」とした。
当院は常陸国における主要禅林として大いに寺運興隆した。水戸藩の寺院整理の対象にもならず、第2代藩主徳川光圀も度々訪れて保護している。

## 文化財
- 木造釈迦如来三尊像（茨城県指定文化財 昭和37年10月24日指定）[4]

## 交通アクセス
- 日立駅より車10分。